# Turík (potok)
Turík – potok w Górach Choczańskich i w Kotlinie Liptowskiej na Słowacji, prawobrzeżny dopływ Wagu. Długość 6,8 km.
Źródła na wysokości ok. 1100 m n.p.m., na południowo-wschodnich stokach Małego Chocza. Spływa generalnie w kierunku południowo-wschodnim głęboką doliną (Dolina Turicka) pomiędzy masywami Zadniego Chocza i Przedniego Chocza na zachodzie oraz Magury Turickiej na wschodzie. Dolny odcinek (od ok. 575 m n.p.m.) toku Turika biegnie już terenem Kotliny Liptowskiej – w tej części nad potokiem rozłożyły się zabudowania wsi Turík. Na wysokości 495 m n.p.m. uchodzi do Wagu. Spośród kilku niewielkich dopływów najważniejszym jest jeden z dopływów lewobrzeżnych – potok spływający z południowych stoków Magury Turickiej.
W dolnej części wsi Turík, w przysiółku U Plávkov, przez długie lata stał młyn z kołem młyńskim, napędzanym wodą potoku. Posiadał młynicę, w której mielono zboże na mąkę oraz trak do przecierania pni drzewnych na deski. Młyn przestał pracować po kolektywizacji wsi, ok. połowy lat 50. XX w.
W środkowej części toku na wysokości ok. 710 m n.p.m., u podnóży Magury Turickiej, wybudowano niewielką zaporę (tzw. Mónikova priehrada), która spiętrzyła wody potoku w niewielkie jeziorko – dziś ulubione miejsce weekendowego odpoczynku mieszkańców Turika.
Rejon ujścia potoku Turik do Wagu porasta dobrze zachowany las łęgowy, objęty ochroną w rezerwacie przyrody Ivachnovský luh.